# Le Représentant du peuple
Le Représentant du peuple est un journal socialiste français fondé en 1847 et publié en 1848.

## Histoire
Rédacteur au Portefeuille, Charles Fauvety quitte ce journal en 1847 pour lancer une revue réformiste intitulée La Vérité. En septembre, il s'associe à Jules Viard (d) pour fonder Le Représentant du peuple, journal des producteurs, dont deux numéros spécimens sont publiés le 14 octobre et le 15 novembre. Cependant, faute d'avoir trouvé les fonds nécessaires à son cautionnement légal, le quotidien n'est lancé que le 27 février 1848, quelques jours après la proclamation de la Seconde République.
Aux côtés des rédacteurs-fondateurs, Fauvety et Viard, et du gérant, Lubatti jeune, un comité provisoire de rédaction est formé.
Interrompue dès le surlendemain, la parution du journal ne devient enfin régulière qu'à partir du 1er avril. La responsabilité de gérant est désormais confiée à Louis Vasbenter, tandis que Fauvety cumule les fonctions de directeur et de rédacteur en chef.
Le Représentant du peuple, journal quotidien des travailleurs souligne son orientation socialiste en adoptant une devise inspirée de Qu'est-ce que le Tiers-État ? : « Qu'est-ce que le producteur ? Rien ! Que doit-il être ? Tout ! », complétée quatre mois plus tard par une seconde formule : « Qu'est-ce que le capitaliste ? Tout. Que doit-il être ? Rien ».
Collaborateur du journal depuis le 7 avril, Pierre-Joseph Proudhon y fait publier, le 6 juillet, une lettre dans laquelle il prend la défense des insurgés de juin. Cette lettre vaut au Représentant d'être suspendu par le gouvernement dès le surlendemain. Le 8 août, un arrêté du général Cavaignac, président du conseil, lève la suspension du journal, qui reparaît ainsi dès le lendemain.
Cependant, à peine dix jours plus tard, les numéros des 16 et 18 août sont saisis. Publiée dans le dernier numéro, une lettre d'un prisonnier de la Conciergerie dénonçant le traitement réservé aux insurgés de juin est accusée par les autorités de pousser à la haine et au mépris d'une des classes de la société. Une troisième saisie est opérée dès le lendemain. Le dernier numéro du Représentant du peuple paraît le 21 août, date à laquelle un nouvel arrêté de Cavaignac le suspend, ainsi que trois autres titres (Le Père Duchêne, Le Lampion et La Vraie république de Thoré), en « considérant que ces journaux, par les doctrines qu'ils professent contre l’État, la famille et la propriété, par les excitations violentes qu'ils fomentent contre la société, les pouvoirs publics émanés de la souveraineté du peuple, contre l'armée, la garde nationale, et même contre les personnes privées, sont de nature, s'ils étaient tolérés davantage, à faire renaître au sein de la cité l'agitation, le désordre et la guerre civile ».
Après une première tentative de résurrection à Lyon à la fin du mois d'août, le journal reparaît en novembre sous la direction de Proudhon et sous un nouveau titre, Le Peuple. Il aura pour avatars successifs La Voix du peuple en 1849 puis Le Peuple de 1850.

## Collaborateurs
- Allien[2]
- H. Barclay[2]
- Alfred Bougeart (d)[2]
- Bourgouin[2]
- Alfred Darimon[1]
- Louis-Guillaume Debock[2]
- Georges Duchêne[2]
- Philippe Faure[1]
- Charles Fauvety[2]
- Haret[2]
- Hermanville[2]
- Joachim Hounau[1]
- Pierre Lachambeaudie[1]
- Amédée Jérôme Langlois[1]
- A. Laudin[2]
- Auguste-Pierre Legallois[2]
- Jules Lechevalier[1]
- A. Lesourd[2]
- Joseph Mairet[2]
- Nicolas Mairet[2]
- Louis Ménard[1]
- Pierre-Joseph Proudhon[1]
- Rauch[2]
- François-Benoît Saumont[2]
- F.-G. Urbino[1]
- Louis Vasbenter[2]
- Jules Viard (d)[2]